# 연분홍치마
연분홍치마는 대한민국의 여성주의 미디어 공동체이고, 성적 소수 문화환경을 위한 모임이다. 연분홍치마는 첫 작품 《마마상》(2005년)에서 기지촌 성매매 여성이면서 포주가 된 사람들 이야기를 다루었다. 이후 '커밍아웃 3부작'으로 불리는 《3xFTM》(2008년), 《레즈비언 정치 도전기》(2009년), 《종로의 기적》(2010년) 등을 통해 남/녀 이분법에 기반을 둔 이성애 중심 사회에서 배제된 사람들을 카메라에 담았다. 2012년에는 용산4구역 남일당 화재 사건을 다룬 《두 개의 문》을 제작하였다.